# 帕塔爾科查湖
10°23′23″S 76°45′36″W / 10.38972°S 76.76000°W
帕塔爾科查湖（Lake Patarcocha），是秘魯的湖泊，位於該國中部瓦努科大區的勞里科查省，處於廷基科查湖和丘斯皮科查湖西北面的勞拉山脈地區，長2.75公里、寬1公里，海拔高度4,130米。